# 呂奇旻
呂奇旻（1989年10月27日—）為臺灣籃球教練、前運動員，場上位置為後衛，現擔任台灣職業籃球大聯盟新竹御嵿攻城獅Lioneers Jr. Team總教練。

## 生平
呂奇旻畢業於馬公高中、國立臺灣體育運動大學，101學年度（2012年－2013年）帶領球隊奪下大專籃球聯賽（UBA）冠軍，個人收下MVP，2013年8月在超級籃球聯賽新人選秀會第一輪第一順位被台灣啤酒挑走，成為選秀狀元，並於第十一季超級籃球聯賽榮獲年度新人王。2018年7月以「2+1」年合約轉戰桃園璞園建築。2020年6月以兩年合約重返台灣啤酒。2022年8月加盟P. LEAGUE+新竹街口攻城獅。2024年8月28日，台灣職業籃球大聯盟新竹御嵿攻城獅宣布呂奇旻退役轉任助理教練。2025年8月4日，新竹御嵿攻城獅宣布原助理教練呂奇旻轉任攻城獅Lioneers Jr. Team總教練。

## 外部連結
- 呂奇旻在fiba.basketball（英语）
- 呂奇旻在archive.fiba.com（存檔）（英语）
- 呂奇旻在P. LEAGUE+官網
- 呂奇旻在超級籃球聯賽官網
- 呂奇旻在Eurobasket.com（球員）（英语）